# Animalitos
Animalitos es el segundo álbum de Hidrogenesse.
Tras dejar pasar 5 años desde su álbum de debut Gimàstica passiva vuelven donde lo dejaron con doce canciones sobre animales domésticos, salvajes y sociales, todas basadas en sonidos, géneros y arreglos setenteros (del glitter rock de la Glitter Band al krautrock de La Düsseldorf, pasando por la electrónica lúdica de Jean-Jacques Perrey y la canción de autor de Leonard Cohen).. Todas las canciones han sido grabadas y mezcladas por Hidrogenesse con la colaboración de Alfonso Melero (baterías) de Hello Cuca, Carlos Gutiérrez (piano), Gabriel Ponce y Víctor Boix (saxofones), Andy Cato (trombón) y Héctor Vinent y Paula Iglesias (coros).
El disco incluye la versión de 'El vestir d'en Pascual' (antigua canción de music-hall catalana que en los años setenta versioneó Guillermina Motta)
Darío Peña hizo dos videoclips muy populares para Disfraz de tigre y Fuig llop fuig llop fuig.

## Lista de canciones
| N.º | Título                                        | Duración |
| --- | --------------------------------------------- | -------- |
| 1   | Caballos y ponis                              | 4:34     |
| 2   | Vamos a casarnos                              | 2:32     |
| 3   | El poder de mis tejanos                       | 3:40     |
| 4   | Pajaritos y pajarracos                        | 2:24     |
| 5   | El árbol                                      | 5:12     |
| 6   | Disfraz de tigre                              | 3:45     |
| 7   | En la litera, en el altillo, en la madriguera | 5:11     |
| 8   | El vestir d'en Pascual                        | 3:08     |
| 9   | Hotel Italia Delta Romeo                      | 2:23     |
| 10  | Los perezosos                                 | 3:15     |
| 11  | Schloss                                       | 3:32     |
| 12  | Fuig llop fuig llop fuig                      | 4:24     |

- Datos: Q5639601